# Ciemiężyca

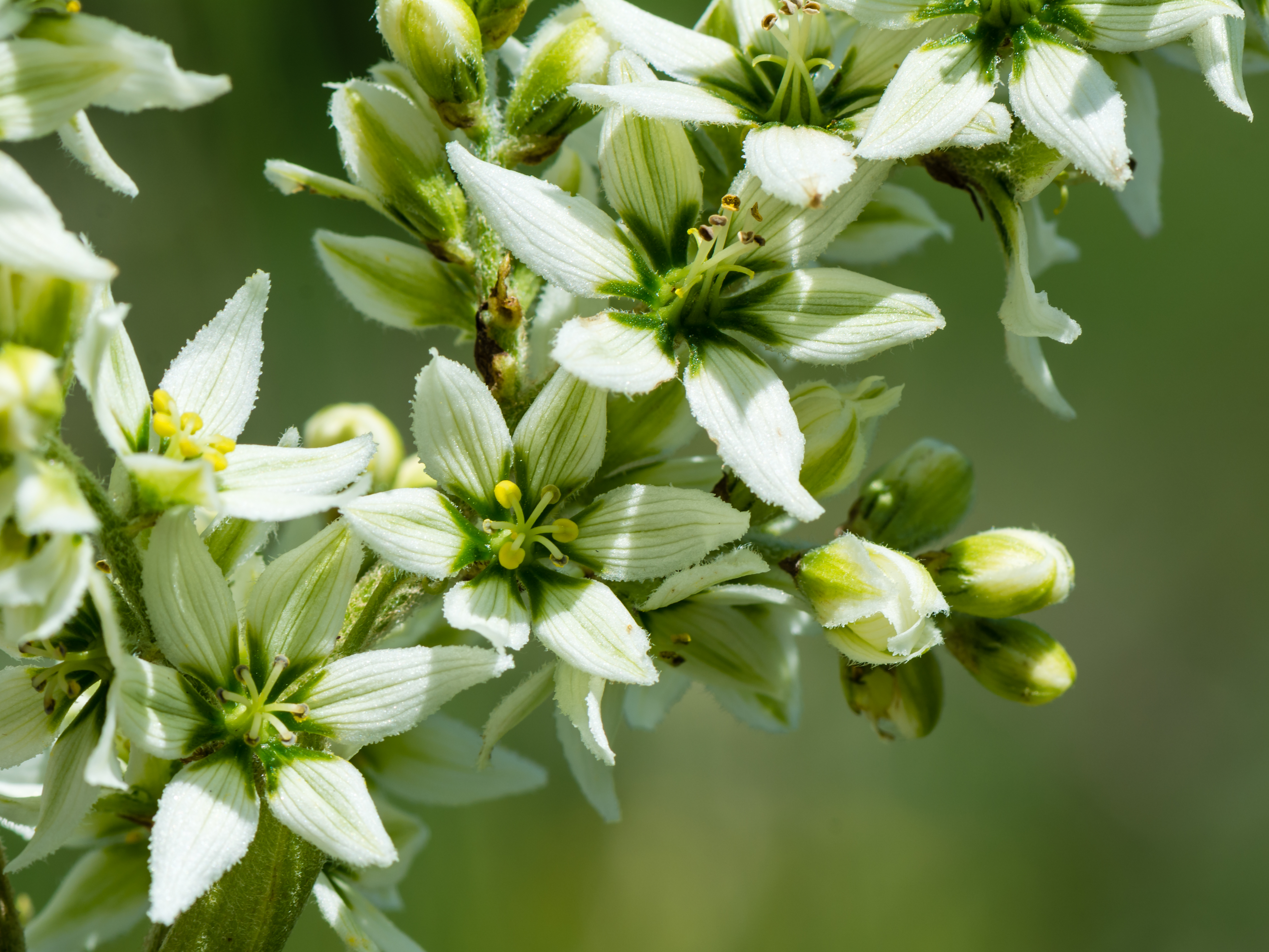
Kwiaty ciemiężycy białej

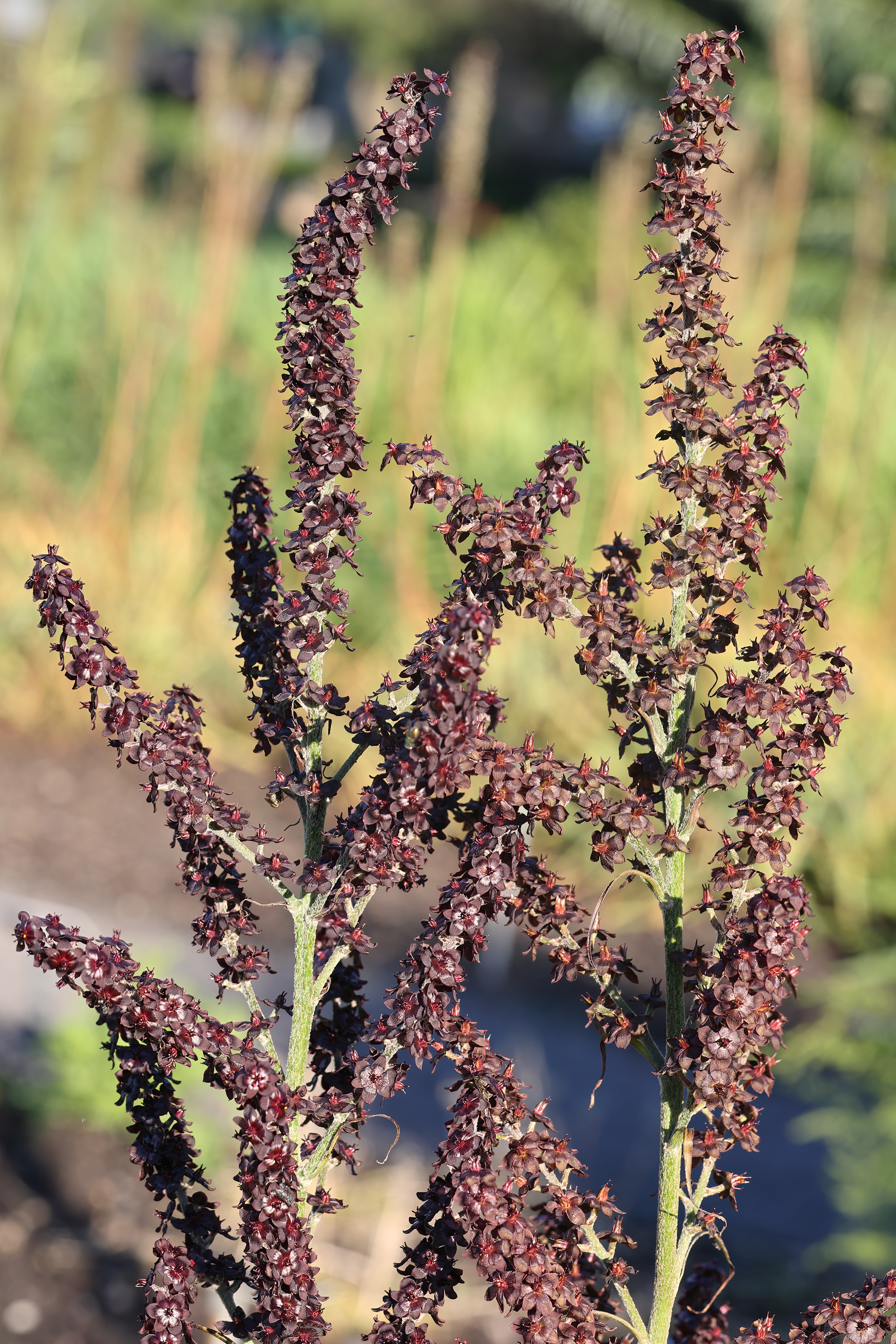
Kwiatostan ciemiężycy czarnej

Ciemiężyca, ciemierzyca (Veratrum) – rodzaj bylin z rodziny melantkowatych. Obejmuje ok. 25 do 50 gatunków. Duży rozrzut tej liczby wynika z włączania tu lub wyłączania w osobny rodzaj gatunków z rodzaju melantek Melanthium oraz różnego ujmowania taksonomicznego trzech euroazjatyckich kompleksów gatunków (V. album, V. nigrum i V. maackii) oraz jednego północnoamerykańskiego (V. viride). Rośliny te występują w strefie umiarkowanej półkuli północnej, na południu sięgając północnego Meksyku oraz Tajlandii i Mjanmy. W Polsce rosną trzy gatunki: ciemiężyca biała V. album, czarna V. nigrum i zielona V. lobelianum.
Z powodu zawartości alkaloidów liczne gatunki ciemiężyc są trujące dla ludzi i zwierząt, niektóre jednak wykorzystywane są leczniczo –  V. californicum ma działanie antykoncepcyjne, V. viride stosowany jest przy nadciśnieniu. Niektóre gatunki uprawiane są jako ozdobne.

## Morfologia
PokrójDługowieczne rośliny z tęgim, pionowym kłączem i bulwami. Korzenie są tęgie i kurczliwe. Łodyga jest dęta, prosta, wzniesiona.
LiścieSkrętoległe, pojedyncze, wąskie lub szerokie, często z blaszką fałdowaną, u nasady zwężoną w rurkowate pochwy liściowe.
KwiatyZebrane w złożone grona i wiechy szczytowe. Kwiatostany są owłosione, z przysadkami. Kwiaty obupłciowe w dolnej części kwiatostanów, jednopłciowe (męskie) w górnej. Okwiat kółkowy lub dzwonkowaty z 6 trwałymi, wzniesionymi lub rozpostartymi listkami, zwykle białymi, żółtymi lub fioletowymi, całobrzegimi lub wcinanymi na brzegu. Hypancjum przyrośnięte do częściowo dolnej lub górnej, trójkomorowej zalążni. Pręcików jest 6 o wolnych, cienkich nitkach. Pylniki jednokomorowe, sercowato-nerkowate.
OwoceTrójdzielne torebki z trwałą szyjką słupka, otwierające się przegrodowo. Nasiona elipsoidalne i wrzosowate, spłaszczone i u większości gatunków szeroko oskrzydlone.

## Systematyka
Pozycja systematyczna według Angiosperm Phylogeny Website (aktualizowany system APG IV z 2016)
Jeden z kilku rodzajów wchodzący w skład podrodziny Melianthieae stanowiącej klad bazalny w obrębie rodziny melantkowatych (Melanthiaceae), która włączana jest do rzędu liliowców (Liliales) w obrębie jednoliściennych.
Wykaz gatunków
- Veratrum albiflorum Tolm.
- Veratrum album L. – ciemiężyca biała, ciemierzyca biała
- Veratrum anticleoides (Trautv. & C.A.Mey.) Takeda & Miyake
- Veratrum californicum Durand
- Veratrum dahuricum (Turcz.) O.Loes.
- Veratrum dolichopetalum O.Loes.
- Veratrum fimbriatum A.Gray
- Veratrum formosanum O.Loes.
- Veratrum grandiflorum (Maxim. ex Miq.) O.Loes.
- Veratrum insolitum Jeps.
- Veratrum lobelianum Bernh. – ciemiężyca zielona, ciemierzyca zielona
- Veratrum longebracteatum Takeda
- Veratrum maackii Regel
- Veratrum maximum (Nakai) M.N.Tamura & N.S.Lee
- Veratrum mengtzeanum O.Loes.
- Veratrum micranthum F.T.Wang & Tang
- Veratrum nigrum L. – ciemiężyca czarna, ciemierzyca czarna
- Veratrum oblongum O.Loes.
- Veratrum oxysepalum Turcz.
- Veratrum schindleri O.Loes.
- Veratrum shanense W.W.Sm.
- Veratrum stamineum Maxim.
- Veratrum taliense O.Loes.
- Veratrum × tonussii Poldini
- Veratrum versicolor Nakai
- Veratrum viride Aiton